# Tana'im
Tana'im (aramejsky: תנאים, někdy též tanaité, tana'ité, odvozeno od תנא opakovat, učit, učit se) je název označující rabíny farizejského směru v judaismu, kteří působili zhruba od přelomu letopočtů až do uzavření Mišny, tj. zhruba do počátku 3. stol. n. l.
Za první tanaity bývají označováni Šamaj a Hilel, poslední z tzv. pěti párů (זוגות). Hilel byl hlavou Sanhedrinu (נשיא, nasi, dosl. kníže), Šamaj měl titul Av bejt din (אב בית דין, dosl. otec (tj. vice-předseda) soudního dvora). Podle tradice byl Hilel zastánce mírnějšího výkladu Tóry a tím i mírnější a lidštější halachy, Šamaj naopak zastával přísnější linii a více lpěl na přesném a doslovném výkladu. Protože se oba učenci ve svých názorech natolik odlišovali, skončilo s nimi období, kdy o platné halaše rozdovala shoda obou členů páru, a začalo období, kdy halachu začaly vytvářet školy a rabínské akademie. Hilelovská linie halachy nakonec ve většině případů převážila halachu Šamajovu a proto se o názorech Šamajovy školy dovídáme vesměs pouze z Mišny, kde jsou citovány nejčastěji jen jako opositura k hilelovské linii.
Období tanaitů končí kompilací zaznamenaných a do té doby ústně předávaných tradic v Mišně, pozdější učenci se nazývají amoraim.